# To Record Only Water for Ten Days
To Records Only Water for Ten Days es el tercer álbum como solista del guitarrista John Frusciante, editado en 2001 bajo el sello Warner Music Group. A diferencia de los dos álbumes anteriores de Frusciante, en este se exploran los terrenos de la música electrónica, el new wave y el synthpop. Según declaraciones del guitarrista estadounidense, Frusciante se inspiró en su paso por la clínica de rehabilitación para dejar su adicción a la heroína, explicando que está basado en las visiones que tuvo durante este período, y que le impulsaron a componer y grabar este disco. Los temas líricos presentes en el disco se basan en cuestiones espirituales y psicodélicas.

## Lista de canciones
1. "Going Inside" – 3:36
2. "Someone's" – 1:52
3. "The First Season" – 4:13
4. "Wind Up Space" – 1:59
5. "Away and Anywhere" – 4:09
6. "Remain" – 3:57
7. "Fallout" – 2:10
8. "Ramparts" – 1:11
9. "With No One" – 3:32
10. "Murderers" – 2:44
11. "Invisible Movement" – 2:21
12. "Representing" – 1:46
13. "In Rime" – 2:13
14. "Saturation" – 3:03
15. "Moments Have You" – 3:30
16. "Resolution" (canción extra en la edición japonesa del disco)

- Datos: Q1753543